# Tavit I (ormiański patriarcha Konstantynopola)
Tavit I (ur. ?, zm. ?) – w latach 1639–1641, 1643–1644, 1644–1649 oraz 1650–1651 20. ormiański Patriarcha Konstantynopola.